# (36124) 1999 RF147
1999 RF147 (asteroide 36124) é um asteroide da cintura principal. Possui uma excentricidade de 0.08496240 e uma inclinação de 7.82764º.
Este asteroide foi descoberto no dia 9 de setembro de 1999 por LINEAR em Socorro.